# スタートレック:ストレンジ・ニュー・ワールドに登場した種族
スタートレック > スタートレックに登場した異星人の一覧 > スタートレック:ストレンジ・ニュー・ワールドに登場した種族
スタートレック:ストレンジ・ニュー・ワールドに登場した種族（スタートレック:ストレンジ・ニュー・ワールドにとうじょうしたしゅぞく）では、『スタートレック:ストレンジ・ニュー・ワールド』に登場した種族について列挙する。

## 個別項目のある種族
- バルカン人[1]
- ゴーン人[2]
- ロミュラン人[3]

## 個別項目のない種族

### シェパード
シーズン1エピソード2『彗星の子供たち』(Children of the Comet)で登場する。彗星のように見える古代からの人口建造物を「古代からの生命の裁き手」ムハニートとよび、これに対する干渉を妨害する、 U.S.S.エンタープライズ NCC-1701に勝る戦力の宇宙船に乗る。

### イリリア人
さまざまな惑星環境に適応するために、かつて惑星連邦が禁止する遺伝子操作を自らの肉体に施した種族である。その後、連邦再加盟のために遺伝子操作を止めるが、ウーナの家族など少数派は密かに遺伝子操作を保つ。代表的な人物はエンタープライズの副長のウーナ・チン＝ライリー（ナンバーワン）、彼女の幼馴染で弁護士のケトゥールなど。

### マジャリス人
シーズン1エピソード6『苦しみの届かぬ高さまで』（Lift Us Where Suffering Cannot Reach）に登場する。マジャラン星系のマジャリス星に居住し、医療科学では惑星連邦を凌駕する。居住地は毒性の海に浮かび、これを保持するために第1奉仕者と呼ばれる少年を選んで一生機械に接続して制御させる。残酷なこの習慣に反発する一派は同星系のプロスペクト7号星に移り住む。

### ランタナイト人
地球で22世紀まで存在を隠して来た長命種族で地球人と同じ外見を持つ。シーズン2でエンタープライズ号の機関主任として登場するペリアがこの種族であり、2,500年以上生きて来たと示唆される。

### 優生人類
20世紀末前後に優生学によって生み出された新人類。旧人類に対して優生戦争を起こしユーラシアの数十ヶ国の国々を征服したが敗北し首班のカーン・ノニエン・シンらは行方不明になった。その後成立した地球連合や惑星連邦では優生戦争への反省から遺伝子操作が禁止されているが、かつての優性人類の子孫は死に絶えたわけではなく連邦の市民権を得て細々と生き残っている。

### イーナー人
アンドリア人とは近縁の種族で母星も同じくアンドリア。アンドリア人が地表に暮らしているのに対してイーナー人は地下で暮らしている。